# Велика пожежа в Детройті (1805)
Велика пожежа 1805 року сталася 11 червня 1805 в місті Детройт на території Мічиган США.  Вогонь знищив майже все в місті. 
Девіз міста Speramus meliora; resurget cineribus («Ми сподіваємося на краще; воно повстане з попелу»), було написано після цієї пожежі. 

## Розвиток пожежі
Пожежа почалася вранці 11 червня 1805 року. Передбачається, що все почалося в конюшнях Джона Гарві, місцевого пекаря, або в безпосередній близькості від них. Одним з перших загорівся сусідній сарай, з якого вогонь легко перекинувся на інші легкозаймисті дерев’яні споруди. Місто на той час не було близьким до свого нинішнього розміру, в ньому проживало лише біля 600 людей, тому поселення не мало належного протипожежного обладнання, в основному покладаючись на ковшеві бригади.
Жертв в результаті стихійного лиха не було, але все місто було зрівняно з землею, залишився лише форт Лерно, старий британський форт на пагорбі над містом, та склад біля річки. 

## Причина пожежі
Офіційна причина так і не була встановлена. Проте ходили чутки, що Джон Гарві, перебуваючи у своїй стайні, випадково вибив гарячий попіл зі своєї люльки. Оскільки день був спекотним і вітряним, попіл розвіявся в купу сіна, розпалюючи багаття. 

## Наслідки

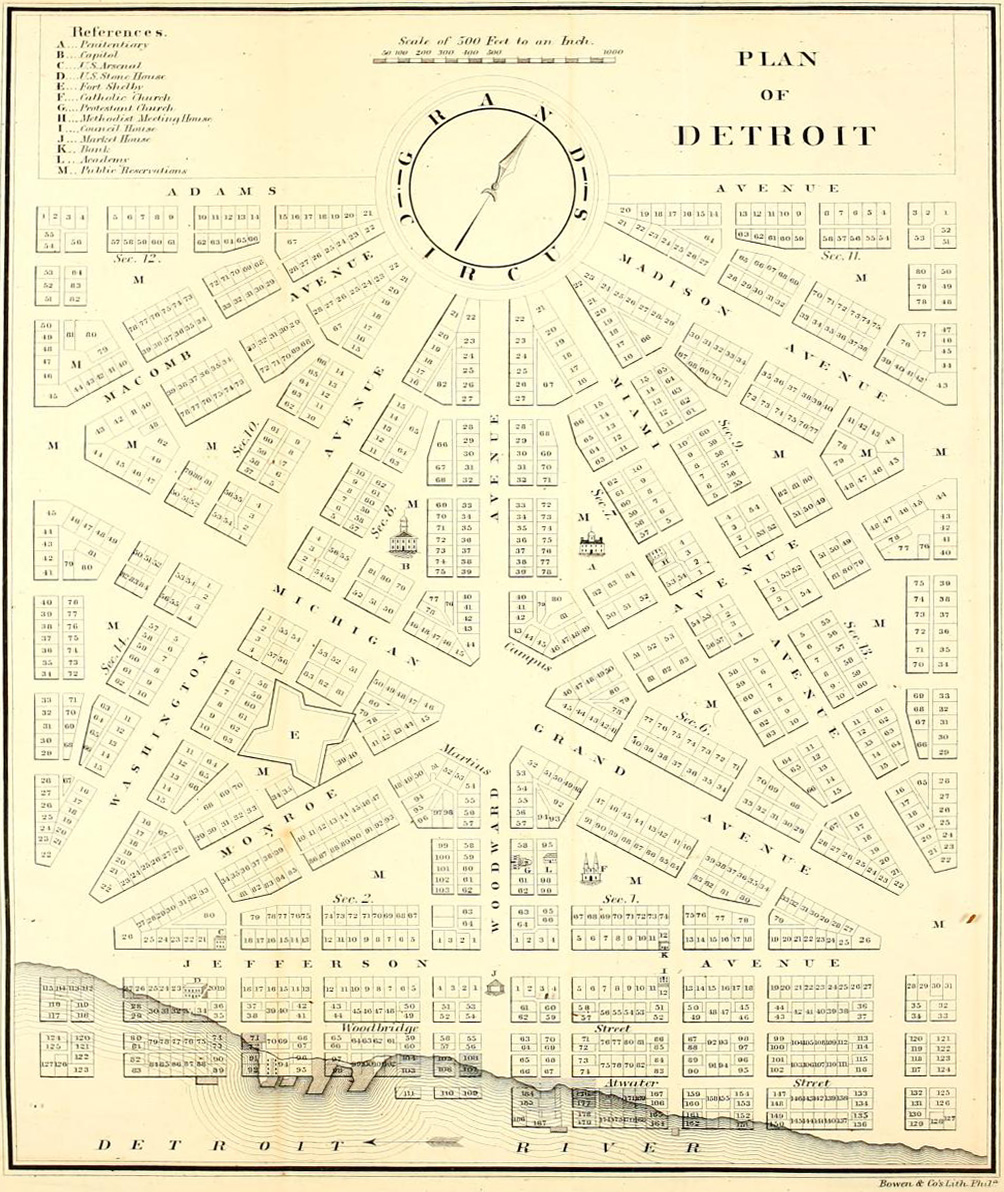

Після пожежі територіальний суддя Августус Вудворд стверджував, що місто було погано сплановане, і тому його не слід відбудовувати його таким же чином. Він запропонував план вулиць на основі Парижа, а згодом і Вашингтона, з шестикутником із діагональними вулицями, що розходяться від центру міста. Пропозиція Вудворда, заснована на шестикутнику, виявилася надто складною в реалізації, однак частину його плану можна побачити в місті донині у формі Гратіот, Мічиган та Гранд-Рівер-авеню. 